# 島田智之介
島田 智之介（しまだ とものすけ、1994年6月7日 - ）は、日本の元子役。血液型AB型。埼玉県出身。

## 出演

### テレビドラマ
- 超力戦隊オーレンジャー 第12話（1995年5月19日、テレビ朝日） - こうちゃん
- はぐれ刑事純情派「正当防衛!?未婚の母の甘い罠」（1996年6月26日、テレビ朝日） - 松木広基
- はみだし刑事情熱系「家族殺人!涙の絆」（1996年11月20日、テレビ朝日） - 佐竹孝之 / 後藤拓馬（2役）
- 連続テレビ小説 あぐり（1997年4月7日 - 10月4日、NHK） - 辻村祐介
- 冷たい月（1998年1月12日 - 3月16日、日本テレビ） - 近藤大介
- 東芝日曜劇場
  - サラリーマン金太郎（1999年1月10日 - 3月21日、TBS） - 矢島竜太
  - サラリーマン金太郎スペシャル（1999年10月3日、TBS） - 矢島竜太
  - サラリーマン金太郎2（2000年4月9日 - 7月2日、TBS） - 矢島竜太
  - サラリーマン金太郎3（2002年1月6日 - 3月17日、TBS） - 矢島竜太
  - サラリーマン金太郎4（2004年1月15日 - 3月18日、TBS） - 矢島竜太
- 火曜サスペンス劇場（日本テレビ）
  - 臨床心理士2（2000年12月5日） - 高橋智哉（5歳）
  - 浅見光彦スペシャル 貴賓室の怪人（2002年2月5日） - 橋本周平（幼少期）
  - 17年目の秘密 定時制教師・石本歩（2004年9月7日） - 石本洋司
- はぐれ刑事純情派 第19話「ひまわりが見た母の殺意!無銭飲食の女」（2001年8月15日、テレビ朝日） - 宮森啓太
- 百獣戦隊ガオレンジャー 第41話（2001年12月2日、テレビ朝日） - カズ
- マイリトルシェフ 第8話（2002年8月28日、TBS） - 青木直人
- 月曜ミステリー劇場 人情質屋の事件台帳2（2002年12月9日、TBS） - 竹内健太
- 仮面ライダー響鬼 最終之巻（2006年1月22日、テレビ朝日） - 男の子
- 女検事の報復（2006年2月25日、テレビ朝日） - 春日風太
- 水曜ミステリー9 約束（テレビ東京） - 尾木純平

### 映画
- サラリーマン金太郎（1999年11月13日、東宝）矢島竜太 役

### CM
- NTTコミュニケーションズ
- 同和火災
- キッコーマン 焼肉のたれ-赤と黒-
- マクドナルド ハッピーセット

## 作品・書籍

### ビデオ
- ベネッセ「ぷちシアター」

### 雑誌
- 小学一年生表紙（2001年度）

### 広告・雑誌広告
- 花王 メリーズ
- 学研 はなまるキッズ
- 学研 マテル
- 住友林業